# Zachary Quinto
Zachary John Quinto (Pittsburgh, 2 de junho de 1977) é um ator estadunidense que se tornou conhecido pelos papéis de Sylar na série Heroes, e Spock no longa Star Trek, além de sua participação na série antológica American Horror Story.

## Início de vida e educação
Quinto nasceu em Pittsburgh, e cresceu nas proximidades Green Tree, Pensilvânia.
Ele participou de uma escola católica chamada Saints Simon and Jude Catholic School (extinta em 2010). Sua mãe Margaret J. "Margo" (nascida McArdle), que trabalhou  em uma empresa de investimentos e depois em um escritório de magistrados. Seu pai Joseph John "Joe" Quinto, que era barbeiro, morreu de câncer quando Quinto tinha apenas sete anos de idade. Quinto e seu irmão, Joe, foram posteriormente criados por sua mãe. Seu pai era de ascendência italiana, enquanto sua mãe era de ascendência irlandesa. Quinto se formou na Central Catholic High School em 1995, onde participou de seus musicais e ganhou o prêmio Gene Kelly Award de Melhor Ator Coadjuvante, depois na época frequentou a Escola de Drama da Universidade Carnegie Mellon, onde veio a se formar em 1999. Quinto tem uma estreita amizade com uma colega do elenco de Heroes, Kristen Bell, durante vários anos. Ele também é amigo de outra colega de Heroes, Dania Ramirez. Zachary cresceu católico.

## Carreira

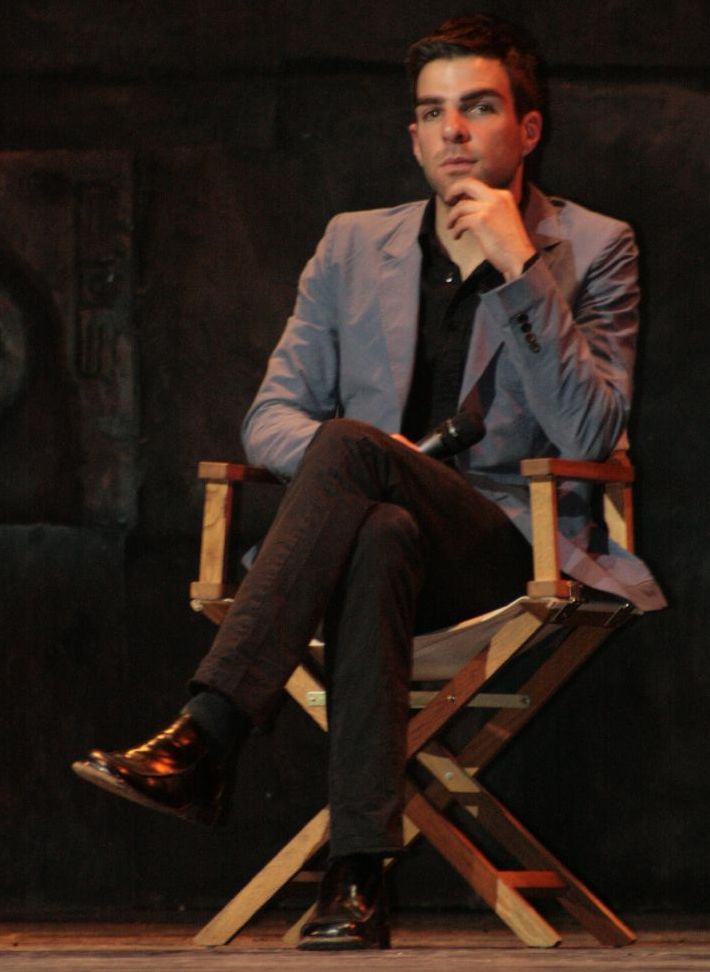
Quinto no Jules Festival 2007

Zachary Quinto apareceu pela primeira vez na televisão na série televisiva The Others e eventualmente começou a ganhar papéis pequenos em séries de renome como CSI, Touched by an Angel, Charmed, Six Feet Under, Lizzie McGuire, Dragnet, 24 Horas e So NoTORIous.
Também participou das quatro temporadas da extinta série televisiva Heroes, transmitida pelo canal americano NBC, onde interpretava Gabriel Gray " Sylar", um assassino serial que possuia o poder de entender como as coisas funcionam, e o sonho de ser alguém especial. Como consequência, Sylar começou a assassinar pessoas com habilidades especiais para adquirir seus poderes, obcecado pela ideia de ser especial. Ao longo da trama, Sylar conseguiu absorver vários dons de outros e assim se tornou um dos mais poderosos vilões de Heroes. Com um perverso senso de humor e angustiantes conflitos internos, Sylar evoluiu ao longo das quatro temporadas da série até se tornar um dos seus personagens principais.
Em 2008 fundou uma companhia chamada "Before The Door Pictures" onde começou a pensar em ideias de não só ser ator como diretor de filmes.
Em 2009, Zachary Quinto apareceu em seu primeiro filme, StarTrek 2009, interpretando o Vulcano Senhor Spock, anteriormente interpretado por Leonard Nimoy. Dirigido por J.J.Abrams, o filme retomou a legendária franquia para contar como se formou a equipe da nave espacial Enterprise.
Em 2010, Zachary atuou no filme independente Margin Call, produzido por sua empresa Before the Door, tendo como colegas de elenco Jeremy Irons, Kevin Spacey, Demi Moore e Stanley Tucci. O filme, rodado na Bolsa de Valores de Nova York, trata da crise financeira americana.
Em 2011, assumiu ser homossexual, enquanto falava sobre seu papel na peça Angels in America, sobre um homem que abandona seu namorado após se descobrir soropositivo. Zachary afirmou que o personagem é "a coisa mais desafiadora que eu já fiz como ator". "Ao mesmo tempo, como gay, me faz perceber que ainda existe tanto trabalho a ser feito, e tantas coisas que precisam ser questionadas", continuou ele. Em outro momento da entrevista, o ator novamente se referiu a si próprio como "um homem gay".

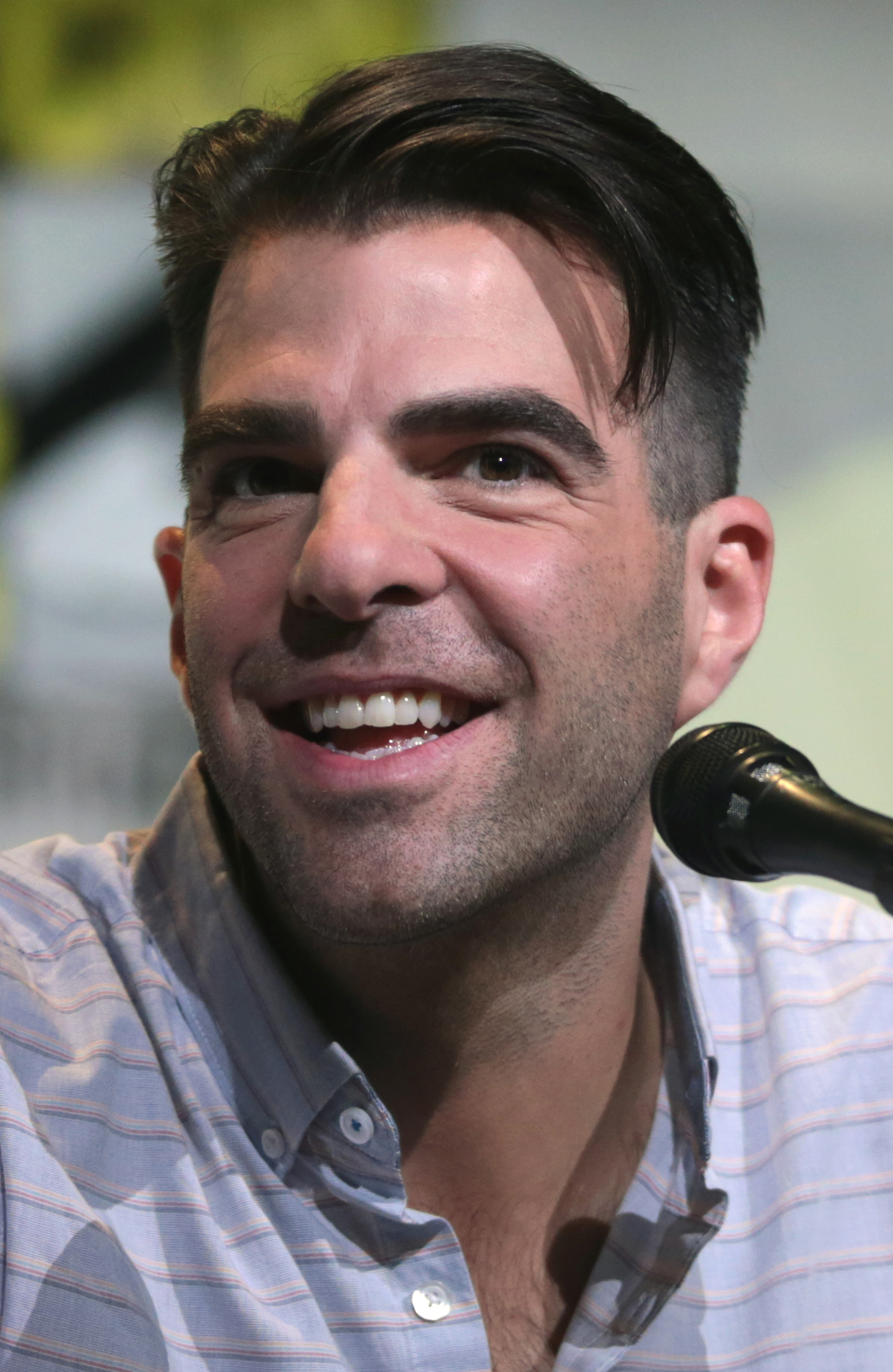
Zachary em 2016

As experiências no teatro de Quinto inclui papéis em uma variedade de produções, incluindo Much Ado About Nothing at Los Angeles Shakespeare Festival e Intelligent Design de Jenny Chow no Old Globe. Ele já modelou para várias revistas, incluindo a GQ.
No ano de 2011 teve um pequeno papel na série American Horror Story como Chad Warwick, um homem gay que viveu na casa alguns anos antes dos Harmons (núcleo principal).  Em 2012 assumiu o papel de Dr. Thredson, um psiquiatra psicopata, que tomou grande valor no decorrer da 2ª Temporada da série American Horror Story se tornando um dos personagens principais. Em 2013, lançado o segundo filme da série Star Trek, Zachary voltou as telas novamente como Spock ao lado de Chris Pine.

## Vida pessoal
Quinto assumiu a sua homossexualidade em outubro de 2011. Ele explicou que, após o suicídio do adolescente bissexual Jamey Rodemeyer, ele percebeu; "Que viver uma vida gay sem reconhecer publicamente não é simplesmente o suficiente para contribuir de forma significativa para o imenso trabalho que está por vir na estrada para completar a igualdade." Antes de se assumir, Quinto há muito tempo apoiou ativamente os direitos e organizações dos homossexuais, incluindo a The Trevor Project que é uma organização sem fins lucrativos norte-americana com o objetivo de informar e prevenir o suicídio entre jovens LGBT, incluindo outros queer.
Em 2009, ele apareceu na produção de uma noite chamada Standing on Ceremony: The Gay Marriage Plays, uma etapa de benefício em resposta à aprovação da proposição oito da Califórnia, apareceu também na peça The Laramie Project: 10 Years Later, que fala sobre o assassinato de Matthew Shepard em 1998.
Em 2010, Quinto contribuiu com um vídeo para o projeto It Gets Better, uma campanha baseada na Internet que visa prevenir o suicídio entre os jovens LGBT. Quinto fez uma campanha em nome de Barack Obama, incluindo aparecer no vídeo Obama Pride: LGBT Americans For Obama em 2012.

### Relacionamentos amorosos
Em maio de 2010 começou namorar o ator Jonathan Groff, o casal ficou junto por quase três anos, terminando o relacionamento em abril de 2013.
Quinto começou a namorar o modelo e pintor Miles McMillan no verão de 2013. No início de 2015, o casal se mudou para um apartamento em Manhattan, imóvel que os dois compraram. Em novembro de 2015, a revista Vogue os chamou de "Um casal de poder cujo domínio se estende no cinema, na moda e na cena artística".

## Filmografia

### Cinema
| Ano  | Título                                                | Papel               | Notas          |
| ---- | ----------------------------------------------------- | ------------------- | -------------- |
| 2009 | Boutonniere                                           | Michael Paul David  | Curta-metragem |
| 2009 | Star Trek                                             | Spock               |                |
| 2009 | Hostage: A Love Story                                 | Terrorista          | Curta-metragem |
| 2011 | Margin Call                                           | Peter Sullivan      |                |
| 2011 | Girl Walks Into a Bar                                 | Nick                |                |
| 2011 | What's Your Number?                                   | Rick                |                |
| 2012 | Dog Eat Dog                                           | Oliver              | Curta-metragem |
| 2013 | Star Trek Into Darkness                               | Spock               |                |
| 2014 | We'll Never Have Paris                                | Jameson             |                |
| 2014 | The Future Perfect                                    | Greenwood           | Curta-metragem |
| 2015 | I Am Michael                                          | Bennett             |                |
| 2015 | Hitman: Agent 47                                      | John Smith          |                |
| 2016 | Tallulah                                              | Andreas             |                |
| 2016 | Star Trek Beyond                                      | Comandante Spock    |                |
| 2016 | Snowden                                               | Glenn Greenwald     |                |
| 2016 | Passage to Mars                                       | Pascal Lee (voz)    |                |
| 2017 | Aardvark                                              | Josh Norman         |                |
| 2017 | Who We Are Now                                        | Peter               |                |
| 2018 | Hotel Artemis                                         | Crosby Franklin     |                |
| 2019 | High Flying Bird                                      | David Starr         |                |
| 2019 | The Investigation: A Search for the Truth in Ten Acts | Rod Rosenstein      |                |
| 2020 | Superman: Man of Tomorrow                             | Lex Luthor          |                |
| 2020 | The Boys in the Band                                  | Harold              |                |
| 2022 | Chaperone                                             | Acompanhante        | Curta-metragem |
| 2023 | Down Low                                              | Gary                |                |
| 2023 | He Went That Way                                      | Jim                 |                |
| 2024 | Justice League: Crisis on Infinite Earths - Part One  | Lex Luthor          |                |
| 2024 | Adult Best Friends                                    | Henry               |                |
| 2024 | Distant                                               | L.E.O.N.A.R.D (voz) |                |

### Televisão
| Ano           | Título                               | Papel                                                       | Notas                              |
| ------------- | ------------------------------------ | ----------------------------------------------------------- | ---------------------------------- |
| 2000          | The Other                            | Tony                                                        | Episódio: "Unnamed"                |
| 2001          | That's Life                          | Cara desprezível                                            | Episódio: "No Good Deed"           |
| 2001          | Touched by an Angel                  | Mike Dorin                                                  | Episódio: "When Sunny Gets Blue"   |
| 2001          | An American Town                     | Bennett                                                     | Telefilme                          |
| 2002          | CSI: Crime Scene Investigation       | Mitchell Sullivan                                           | Episódio: "Anatomy of a Lye"       |
| 2002          | Off Centre                           | Smudge                                                      | Episódio: "Diddler on the Roof"    |
| 2002          | Lizzie McGuire                       | Diretor                                                     | Episódio: "Party Over Here"        |
| 2002          | Haunted                              | Paul Kingsley                                               | Episódio: "Grievous Angels"        |
| 2002          | The Agency                           | Jay Lambert                                                 | Episódio: "Air Lex"                |
| 2003          | Six Feet Under                       | Estudante Hip                                               | Episódio: "The Eye Inside"         |
| 2003          | Charmed                              | Feiticeiro                                                  | Episódio: "Cat House"              |
| 2003-2004     | 24                                   | Adam Kaufman                                                | 23 episódios                       |
| 2003          | Miracles                             | Mensageiro                                                  | Episódio: "Battle at Shadow Ridge" |
| 2004          | Dragnet                              | Howard Simms                                                | Episódio: "Frame of Mind"          |
| 2004          | Hawaii                               | Loomis                                                      | Episódio: "No Man Is an Island"    |
| 2004          | Joan of Arcadia                      | Cineasta pretensioso                                        | Episódio: "P.O.V."                 |
| 2005          | Blind Justice                        | Scott Collins                                               | Episódio: "In Your Face"           |
| 2006          | Crossing Jordan                      | Leo Fulton, Jr.                                             | Episódio: "Code of Ethics"         |
| 2006          | Twins                                | Jason                                                       | Episódio: "When I Move, You Move"  |
| 2006          | So Notorious                         | Sasan                                                       | 10 episódios                       |
| 2006-2010     | Heroes                               | Sylar                                                       | 60 episódios                       |
| 2008          | Robot Chicken                        | Sylar / Archimedes Q. Porter                                | Episódio: "Bionic Cow"             |
| 2011          | American Horror Story: Murder House  | Chad Warwick                                                | 4 episódios                        |
| 2012          | American Horror Story: Asylum        | Dr. Oliver Thredson                                         | 13 episódios                       |
| 2015          | Girls                                | Ace                                                         | 2 episódios                        |
| 2015          | The Slap                             | Harry                                                       | 8 episódios                        |
| 2015          | Hannibal                             | Neal Frank                                                  | 2 episódios                        |
| 2016          | The Jim Gaffigan Show                | Ele mesmo                                                   | Episódio: "The Trial"              |
| 2019          | Unbreakable Kimmy Schmidt            | Eli Rubin                                                   | 2 episódios                        |
| 2019-2021     | Big Mouth                            | Aiden                                                       | 11 episódios                       |
| 2019-2020     | NOS4A2                               | Charlie Manx                                                | 20 episódios                       |
| 2020          | Little America                       | Professor                                                   | Episódio: "The Silence"            |
| 2021-presente | Invincible                           | Robot / Dinossauro #1 / Zumbi #4 / Cápsula de Vida de Robot | 17 episódios                       |
| 2021          | Inside Job                           | Doutor Skullfinger                                          | Episódio: "Ghost Protocol"         |
| 2022-2025     | The Proud Family: Louder and Prouder | Barry                                                       | 7 episódios                        |
| 2022          | American Horror Story: NYC           | Sam                                                         | 10 episódios                       |
| 2023          | American Horror Story: Delicate      | Apresentador do The Gotham Awards                           | Episódio: "Rockabye"               |
| 2024-2025     | Brilliant Minds                      | Dr. Oliver Wolf                                             | 13 episódios                       |

### Video game
| Ano  | Título                  | Papel                                  |
| ---- | ----------------------- | -------------------------------------- |
| 2000 | Code Blue               | Monty Rodriguez                        |
| 2006 | 24: The Game            | Adam Kaufman                           |
| 2010 | Star Trek Online        | Holograma médico de emergência Mark VI |
| 2013 | Star Trek               | Spock                                  |
| 2019 | Star Trek: Dark Remnant | Spock                                  |